# Lacinius erinaceus
Lacinius erinaceus is een hooiwagen uit de familie echte hooiwagens (Phalangiidae).